# La Barceloneta

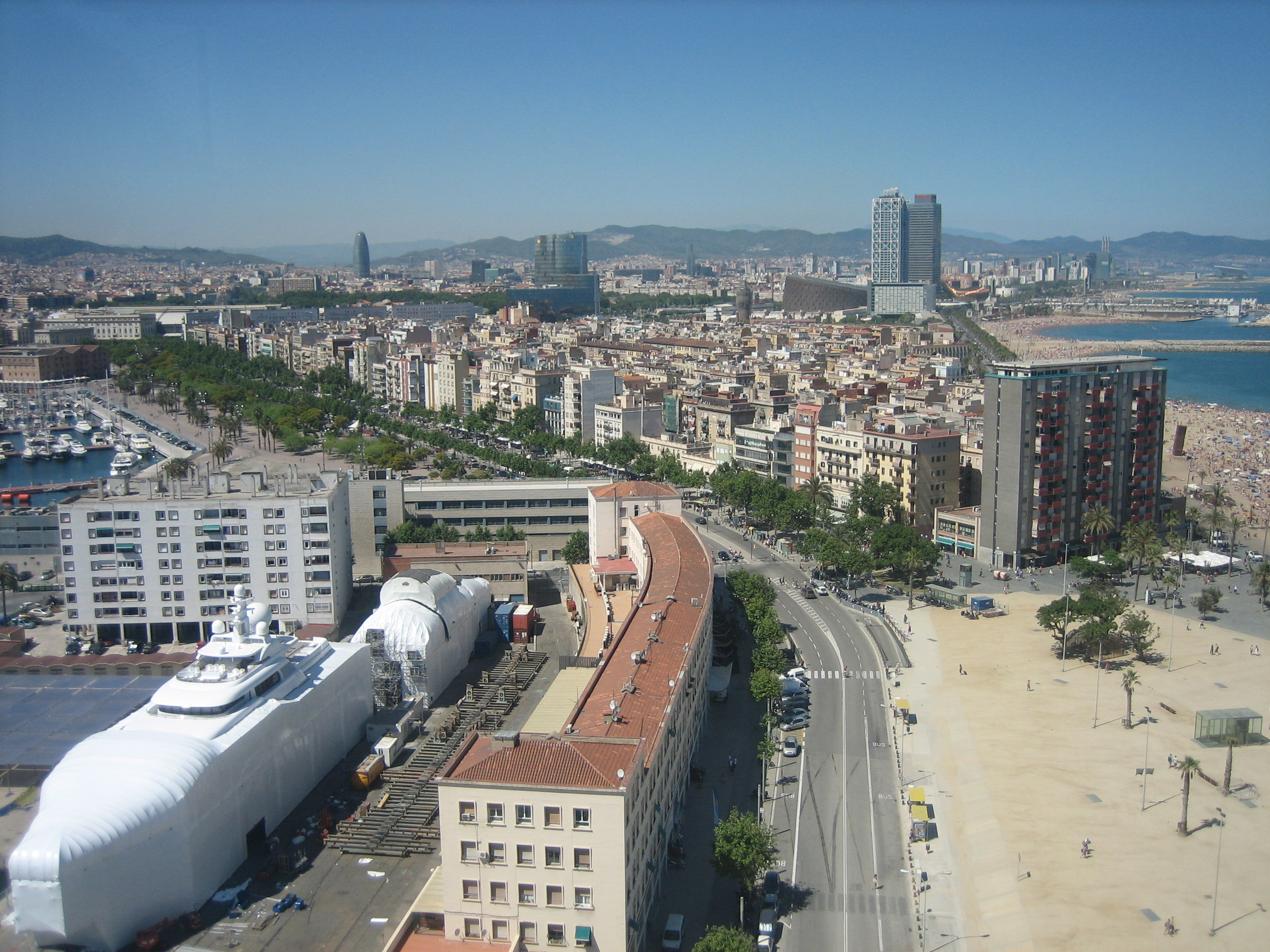
Bairro de La Barceloneta, vista geral desde a Torre de Sant Sebastià do Transbordador aéreo de Barcelona.

La Barceloneta é uma bairro marinheiro do Distrito de Ciutat Vella de Barcelona construído durante o século XVIII e projetado pelo engenheiro Prosper Verboom para acomodar os moradores da bairro de La Ribera que perderam suas casas, pela demolição ordenada por Felipe V para construir Cidadela. Sua população é de 22 428 habitantes no censo realizado em 2008.
O bairro de La Barceloneta deve sua existência às terras que foram ganhas ao mar para absorver Ilha de Maians.
O bairro é triangular e emoldurada por praias e à zona marítima , com o Píer de Espanha do Port Vell e  o bairro de La Ribera, a Estação de França, e o novo Porto Olímpico da cidade. A estrutura urbana do bairro é um bom exemplo do tipo de urbanismo do período de Ilustração, com ruas retilíneas e com ilhas de casas regular. O tipo de habitação era originalmente unifamiliar e os andares com acesso a duas ruas para que tivessem uma ventilação ótima. Ao longo dos anos e especulações , essa estrutura desapareceu e nós encontramos prédios com alturas bem superiores às que se estabeleceram na origem, aleé da partilha das casas originais em metades e quartos de andares.
Durante o século XIX teve um importante desenvolvimento industrial com grandes fábricas hoje desaparecidas como a Maquinista Terrestre y Marítima, actualmente convertidas a pavilhoões desportivos ou instituções educativas.
No centro do bairro é a Igreja de Sant Miquel del Port na Praçe da Barceloneta.
Em 1950 ele abriu a Igreja Batista de Barceloneta. Localizado na Rua Genebra nº 35. É uma das mais importantes igrejas evangélicas Catalunha.
Desde janeiro de 2008, está localizada a sede Gás Natural, um edifício único chamado Torre Marenostrum, projetado por arquitetos Benedetta Tagliabue e Enric Miralles. Muita controvérsia tem acompanhado a construção de Hotel Vela.

## Ligaçõe externas

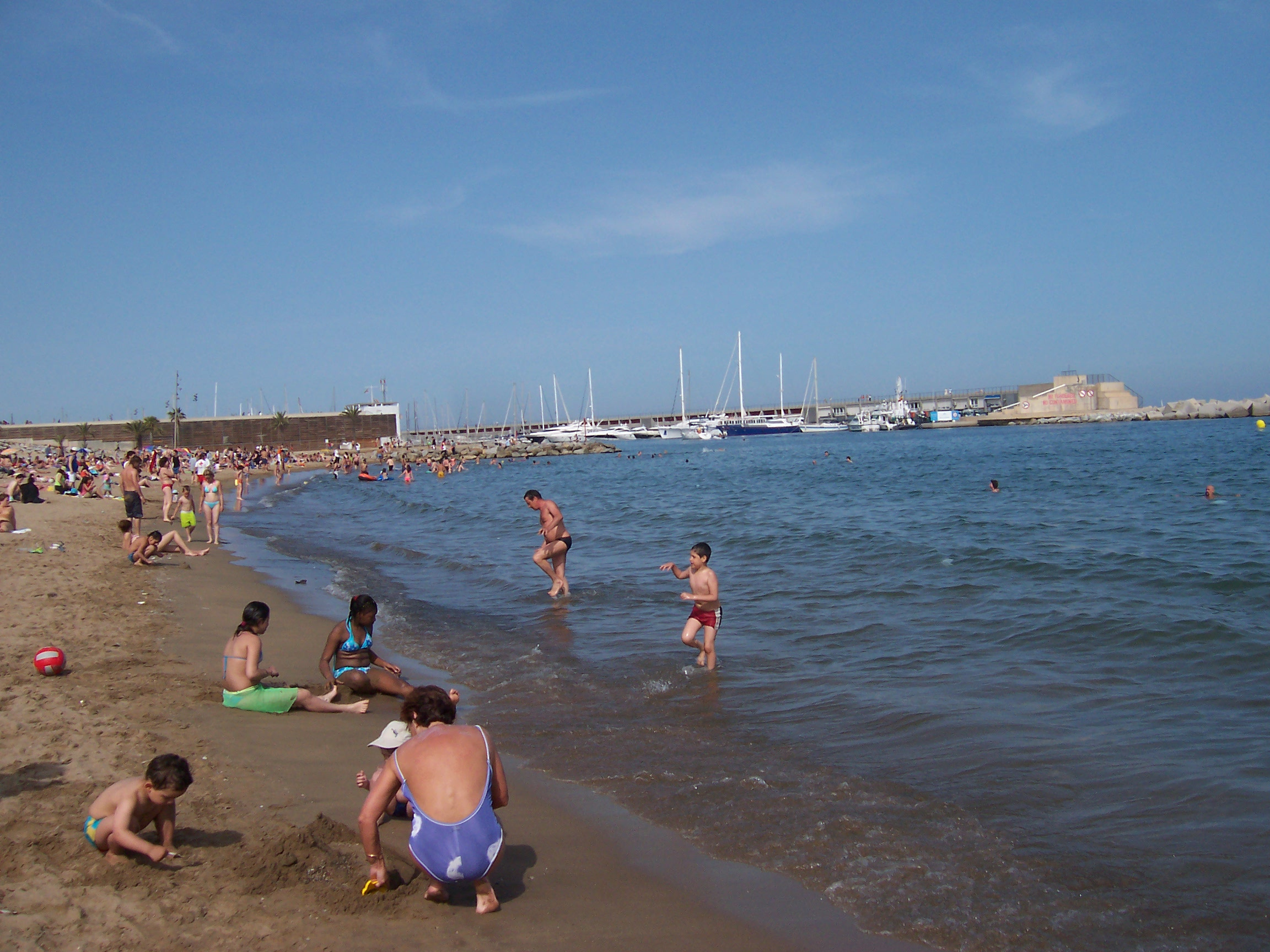
Praia de La Barceloneta

- Descrição e dados sobre o bairro na web do Ajuntamento de Barcelona
- Patrimônio histórico-artístico de La Barceloneta
- Crônicas da resistência atual no bairro de La Barceloneta
- História, equipamentos, esculturas urbanas e festas de La Barceloneta